# Auetal
Auetal er en kommune i det nordvestlige Tyskland med 6.217(2023) indbyggere, beliggende i den sydlige del af Landkreis Schaumburg. Denne landkreis ligger i delstaten Niedersachsen. Kommunens administration ligger i byen Rehren.

## Geografi
Auetal er beliggende mellem Süntel, Wesergebirge og Bückeberg.
I Hattendorf, øst for Rehren, har floden Aue (eller  Bückeburger Aue) sit udspring; Den løber mod vest gennem kommunen, og løber efter taltrige tilløb ud i Weser ved Petershagen i Kreis Minden-Lübbecke, Nordrhein-Westfalen.
Motorvej A2 fører gennem den 5 km brede og 15 km lange Auetal.

### Inddeling
I kommunen ligger disse landsbyer og bebyggelser:
1. Altenhagen (Grafsch. Schaumburg) med Rittergut Wormstal
2. Antendorf med Gut Nienfeld
3. Bernsen med Bernser Landwehr
4. Borstel med bebyggelserne Borsteler Bruch, Borsteler Feld og Borsteler Hude
5. Escher med bebyggelsen Bültenbrink
6. Hattendorf med Gut Südhagen
7. Kathrinhagen
8. Klein Holtensen
9. Poggenhagen med Gut Oelbergen
10. Raden
11. Rannenberg med Gut Bodenengern
12. Rehren med bebyggelsen Obersburg
13. Rolfshagen med bebyggelsen Horsthof
14. Schoholtensen med bebyggelserne Sundern og Wierser Landwehr
15. Westerwald
16. Wiersen